# District d'An Lão (Bình Định)
Pour les articles homonymes, voir District d'An Lão.
An Lão est un district de la province de Bình Định dans la région de la côte centrale du Sud du Viêt Nam.

## Géographie
Le district a une superficie de 690 km2. La capitale du district est An Lão.

## Histoire
En décembre 1964, la bataille d'An Lão, se termine par une victoire tactique pour le Việt Cộng, qui prend temporaire ment le contrôle du quartier général du district aux forces sud-vietnamiennes.